# 1911 w sztukach plastycznych
Wydarzenia w sztukach plastycznych i wizualnych w 1911 roku.

## Wydarzenia
- Powstała grupa artystyczna Camden Town Group[1].
- W Krakowie zarejestrowano stowarzyszenie Związek Polskich Artystów Plastyków.

## Malarstwo

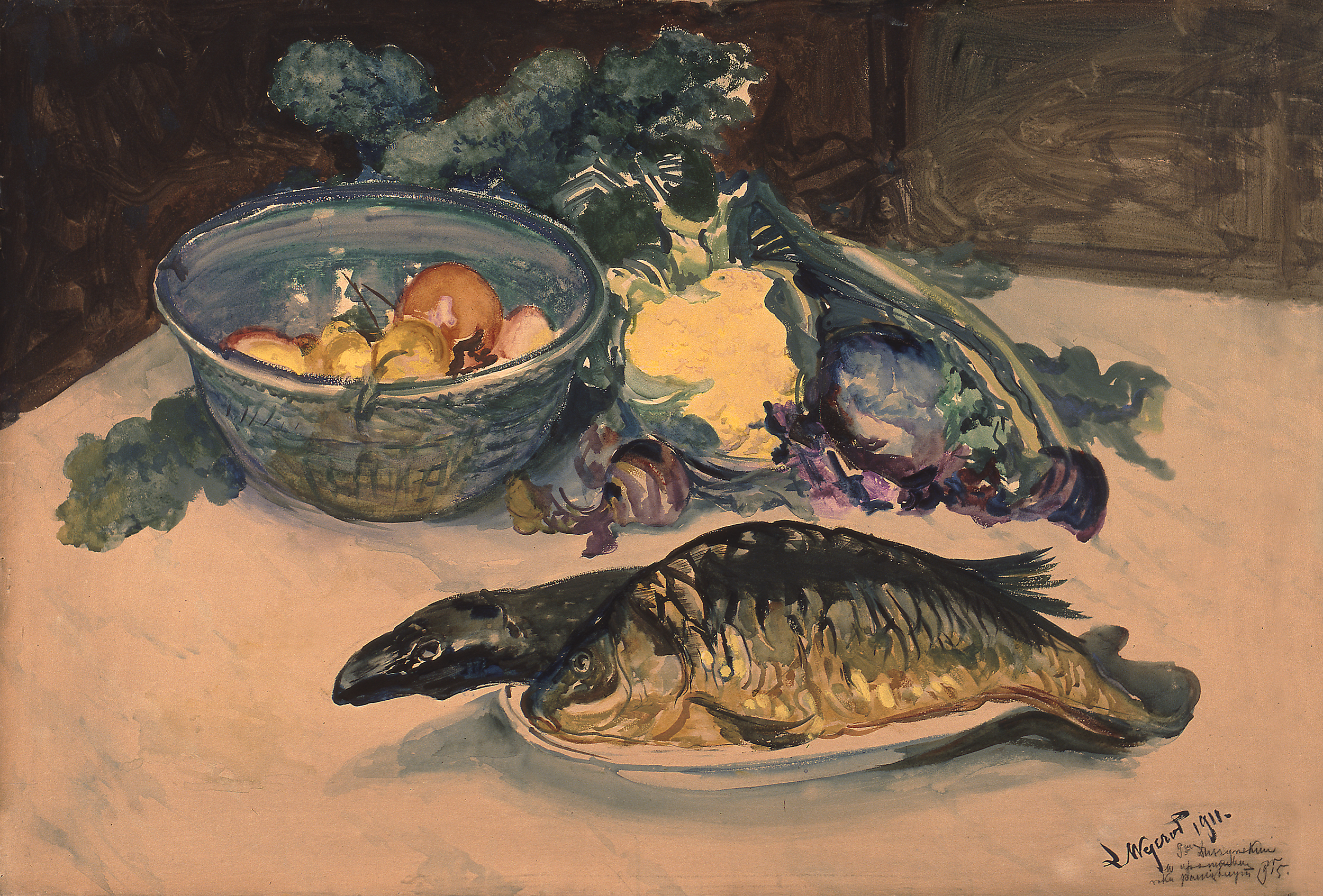
Leon Wyczółkowski, Martwa natura z rybami

- Wassily Kandinsky

Impresja III (Koncert)
Kompozycja IV
- Maurice Utrillo

Farma
- Marc Chagall

Dedykowane mojej narzeczonej – gwasz, olej i akwarela na papierze
Wnętrze II (Para z kozą) – olej na płótnie
Leżący akt – gwasz na kartonie
Ja i wieś – olej na płótnie
Poeta (o wpół do czwartej) – olej na płótnie
- Stanisław Ignacy Witkiewicz

Pejzaż górski. Żółta turnia – Granaty – olej na tekturze
Pejzaż z czerwonymi drzewami – ok. 1911, olej na płótnie, 60x70
Kompozycja z pięcioma postaciami – olej na bawełnie, 67,5x87,5
Pejzaż morski – Bretania – olej na płótnie, 53x65,5
- Leon Wyczółkowski

Kopanie buraków (I) – olej na płótnie, 63,5x78 cm
Kopanie buraków (II) – olej na tekturze, 45x65,5 cm
Martwa natura z rybami – akwarela na papierze, 68,5×99 cm
Martwa natura z samowarem – akwarela na kartonie, 100x70 cm
Autoportret w chińskim kaftanie

## Urodzeni
- 5 maja – Zofia Rydet (zm. 1997), polska fotografka

## Zmarli
- 13 stycznia – Władysław Czachórski (ur. 1850), polski malarz
- 1 sierpnia – Edwin Austin Abbey (ur. 1852), amerykański malarz, grafik i ilustrator
- 3 sierpnia – Reinhold Begas (ur. 1831), niemiecki rzeźbiarz i malarz
- 5 września – Léopold Flameng (ur. 1831), francuski malarz, rytownik i ilustrator
- 10 listopada – Félix Ziem (ur. 1821), francuski malarz